# Bârlibășoaia, Mureș
Bârlibășoaia (lb. maghiară Barlabástanya) este un sat în comuna Albești din județul Mureș, Transilvania, România.